# ماركوس جيرالدو
ماركوس جيرالدو (بالإسبانية: Marcos Geraldo)‏ مواليد 28 سبتمبر 1954 في ولاية سونورا، المكسيك، هو ملاكم محترف مكسيكي سابق صنّف ضمن فئة الوزن المتوسط.

## إحصائيات
خاض خلال مسيرته 95 نزالا، فاز في 66 وتعادل في 1 وخسر في 28. فاز بالضربة القاضية في 47 نزالا.

## روابط خارجية
- ماركوس جيرالدو على موقع بوكس ريك (الإنجليزية) (registration required)